# Gallifa (kommunhuvudort)
Gallifa är en kommunhuvudort i Spanien.   Den ligger i provinsen Província de Barcelona och regionen Katalonien, i den östra delen av landet, 500 km öster om huvudstaden Madrid. Gallifa ligger 482 meter över havet och antalet invånare är 218.
Terrängen runt Gallifa är kuperad. Runt Gallifa är det tätbefolkat, med 331 invånare per kvadratkilometer. Närmaste större samhälle är Terrassa, 16,1 km sydväst om Gallifa. I omgivningarna runt Gallifa växer i huvudsak barrskog.